# Quỳnh Bảng
Quỳnh Bảng là một xã thuộc huyện Quỳnh Lưu, tỉnh Nghệ An, Việt Nam.

## Địa lý
Quỳnh Bảng là một xã ven biển, cách thị trấn Cầu Giát 15 km và cách thành phố Vinh 75 km về phía đông bắc, có vị trí địa lý:
- Phía đông giáp Biển Đông
- Phía tây giáp xã Quỳnh Thanh và xã Quỳnh Văn
- Phía nam giáp xã Quỳnh Lương
- Phía bắc giáp thị xã Hoàng Mai.

Xã Quỳnh Bảng có diện tích 11,09 km², dân số năm 2018 là 13.126 người, mật độ dân số đạt 1.183 người/km².

## Lịch sử
Qua nghiên cứu về cấu tạo địa chất vùng Quỳnh Lưu cho thấy rằng địa hình vùng đất này được hình thành qua một quá trình kiến tạo địa chất lâu dài và phức tạp, có liên quan đến biển tiến, biển lùi, xưa kia đây là biển cổ. Dựa vào ngấn nước in trên vách đá (lèn Quỳnh Bá), vách đá (núi Quy Lĩnh) ta thấy rằng mức nước biển lúc bấy giờ đã dâng cao 2-3 mét, trong suốt mấy nghìn năm như vậy, sau đó vùng đất phía Đông Nam do bồi lắng hàng năm nước biển rút dần tạo nên vùng đất sình lầy. Môi trường sống thay đổi, điệp chết hàng loạt tích tụ thành các cồn và đây cũng là nơi cư trú tạm thời của người nguyên thủy thuộc nền văn hóa Quỳnh Văn. Ở Quỳnh Bảng có một cồn điệp cao khoảng 1 m đến 1,5 m, diện tích khoảng 3000 đến 4000m², xung quanh bờ ca, ở giữa trũng xuống hình lòng chảo. Theo các cụ cao niên kể lại, khi lấy điệp đắp đường đã phát hiện các rìu đá, đồ trang sức bằng vỏ ốc. Các di chỉ và hiện vật tìm thấy chứng tỏ người cổ đại thuộc nền văn hóa Quỳnh Văn đã từng cư trú và sinh sống trên đất Quỳnh Bảng.
Từ xa xưa trên địa bàn xã này có tuyến kênh Nhà Lê nối từ  kinh đô Hoa Lư đến Đèo Ngang đi qua, là tuyến đường thủy đầu tiên trong lịch sử Việt Nam và được coi là tuyến đường Hồ Chí Minh trên sông vì những đóng góp cho các cuộc chiến tranh của người Việt (hiện là một đoạn của sông Mai Giang theo tên gọi địa phương).
Vào cuối thời Trần có quan hành khiển quản thủ lộ Diễn Châu Hoàng Khánh cùng với hai ông Hồ Hồng, Nguyễn Thạc sau khi khai phá đất hoang, lập ra làng Quỳnh Đôi, đã tìm đến vùng đất Bãi Ngang để tiếp nối công việc khai cơ lập ấp. Thấy địa thế vùng đất này "Vững vàng hổ cứ long bàn, hình đẹp đẽ lân du phượng vũ" "Sông Mai Giang trước mặt, nước xanh giăng một giải trong veo" (Phú Đa Thúc ước văn) là đường giao thông thủy bộ thuận tiện. Cảnh trí cũng như địa thế ở đây có đủ núi non sông biển hữu tình đủ để khai phá làm ăn lập nghiệp lâu dài. Ông đã cùng con trai là Hoàng Dụy ra đây khai phá lập ra các làng Quỳnh Bảng.
Ông Hồ Nhân là một trong những người có công khai phá lập làng, ông đã từng theo Lê Lợi tham gia khởi nghĩa Lam Sơn, đánh nhiều trận lập được nhiều chiến công được Lê Lợi phong chức: "Đô thống tham đốc giám sự, tước hoan quận công". Sau khi về hưu, ông đã bỏ ra nhiều tiền gạo cấp cho dân khai phá đất hoang, đắp đê ngăn mặn, tạo ra hàng trăm mẫu ruộng. Ông tổ chức các đội dân binh đánh đuổi bọn cướp biển giữ yên cho dân làm ăn. Ông du nạp các dòng họ đến làm ăn khai phá dần dần ngày càng đông.
Tháng 5 năm 1946, hợp nhất hai làng Phú Đa, Phú Phong và thôn Văn Bằng, Lộc Thủy để thành lập xã Phú Kỳ.
Cuối năm 1949, sáp nhập xã Phú Kỳ và xã Thanh Lương thành xã Quỳnh Phú.
Tháng 5 năm 1954, xã Quỳnh Phú được chia thành 3 xã: Quỳnh Bảng, Quỳnh Lương, Quỳnh Minh. Làng Đồng Xuân trước đây thuộc xã Quỳnh Xuân sau năm 1954 nhập vào xã Quỳnh Bảng.
Từ năm 1976 đến năm 1981, xã Quỳnh Bảng nhập với xã Quỳnh Liên thành xã Quỳnh Phú.
Cuối năm 1981, xã Quỳnh Phú được tách ra thành hai xã Quỳnh Bảng và Quỳnh Liên như hiện nay.

## Hành Chính
Quỳnh Bảng gồm 14 xóm: Tân Giang, Xóm 11 Mai Giang 2, Xóm 12 Mai Giang 1, Xóm 13 Tân Xuân, Xóm 14 Thành Minh, Xóm 1 Chí Thành, Xóm 2 Đồng Văn, Xóm 3 Đông Hưng, Xóm 4 Đồng Tâm, Xóm 5 Học Văn,
Xóm 6văn Đông, Xóm 7 Văn Lý, Xóm 8 Tân Hải, Xóm 9 minh thắng, tâm tiến, văn học
Năm 2021 sát nhập 2 xóm Mai Giang 1 và 2 thành 1 xóm. Sát nhập 1 phần Mai Giang 1 vào xóm Tân Giang.